# عبد الواحد عزيز
عبد الواحد عزيز عبد الله النزال   هو رباع عراقي وأحد أهم الرموز في تاريخ الرياضة العراقية. ولد في البصرة في عام 1931 وتوفي في عام 1982. وهو صاحب الميدالية الأولمبية الوحيدة للعراق والتي نالها خلال اولمبياد روما في عام 1960.

## بداياته
ولد عبد الواحد عزيز في مدينة البصرة جنوب العراق في عام 1931... وبدا حياته الرياضية في عام 1950.. حيث مارس العاب كرة القدم والسلة والطائرة والسباحة.. قبل أن يستقر عند رياضة رفع الاثقال ! في عام 1951 شارك في بطولة العراق لرفع الاثقال لوزن الديك (56) كغم.. حيث دافع عن الوان نادي الأمير فرع الجنوب من البصرة.. واحتل المرتبة الثانية في البطولة بفارق (7.5) كغم عن صاحب المركز الأول الرباع هارتيون جنويان.. بعد أن رفع مجموعة وقدرها : (275.5) كغم.. وبواقع (70) ضغطا و(80) خطفا و(107.5) نترا... !

## بطل العرب
في عام 1953 شارك عزيز في دورة الألعاب العربية الأولى في الإسكندرية... ضمن فعالية وزن الريشة (60) كغم.. ونال الميدالية الفضية بعد الرباع المصري عبد الرحمن رزق.... حيث رفع مجموعة وقدرها (282.5) كغم.. منها (80) ضغطا و(87.5) خطفا و(115) نترا..ليحتل المركز الثاني... ! وفي الدورة العربية الثانية في بيروت عام 1957..تمكن عزيز من نيل المركز الأول والميدالية الذهبية في فعالية وزن المتوسط (75) كلغ... بعد أن حقق مجموعة قدرها (362.5) كغم... (112.5) ضغطا و(110) خطفا و(140) نترا... متفوقا على صاحب المركز الثاني الرباع السوري محمد عكش بفارق (27.5) كغم... بل انه تفوق في رفعاته على صاحب المركز الأول في الوزن الذي يليه (82.5) كغم وهو الرباع السوري ناصر ذكار !

## بطل آسيا
في عام 1957 أيضا.. اقيمت في طهران بطولة آسيا برفع الاثقال والمتداخلة مع بطولة العالم... وقد شارك عزيز في فعالية وزن الخفيف (67.5) كغم... حيث تمكن من اعتلاء المركز الأول بمجموع رفعات بلغ (362.5) كغم.. وبواقع (107.5) ضغطا وخطفا.. و(147.5) نترا... ليكون الرباع الوحيد في آسيا والشرق الأوسط الذي يعصف بحاجز ال (360) كغم ضمن فئة الخفيف !

## بطولات العالم
شارك عبد الواحد عزيز في ثلاث بطولات للعالم برفع الاثقال... الأولى كانت في طهران عام 1957 وتمكن فيها من احتلال المركز الرابع بمجموعته (362.5) كغم.. خلف : السوفيتي فكتور بوشوييف (380) والبلغاري ايفان ابادخييف (372.5) والبولندي يان جيبولكوفسكي (365).... ! اما مشاركته الثانية وهي الابرز.. فجاءت في وارشو عام 1959 ونال بها المركز الثالث وهي أفضل نتيجة لرباع عراقي على مدار التاريخ.. حيث جمع (362.5) كغم وضعته ثالثا بعد السوفيتي بوشوييف (385)كغم والسوفيتي اكوب فارادخيان (370) كغم...وجاءت مشاركته الثالثة في فيينا عام 1961.. ورفع فيها (377.5) كغم واحتل بها المركز الرابع بعد الرباعين : فالديمير بازونوفسكي (402.5) والسوفيتي سيرجي لوباتين (400) والبولندي ماريان زيلنسكي (395).. ! وقد كان بإمكان عزيز احتلال المركز الثاني على الاقل في بطولة العالم التي اقيمت في ستوكهولهم عام 1958 وتحقيق أفضل نتيجة رياضية في تاريخ رفع الاثقال العراقية... لكن قيام ثورة 14 تموز 1958 والظروف التي مرت بالعراق حالت دون مشاركته في تلك الدورة التي امتازت بارقامها التاهيلية الضعيفة !

## الألعاب الأولمبية
شارك عبد الواحد عزيز في دورة أولمبية واحدة هي روما1960..وتمكن فيها من تحقيق الوسام الأولمبي الوحيد للعراق من خلال نيله برونزية الخفيف (67.5) عندما حقق أفضل ارقامه برفعه مجموعة قدرها (380) كغم.. وضعته بالمركز الثالث خلف السوفيتي بوشوييف (397.5) والسنغافوري تان هو ليانغ (380) حيث فصلت (400) غرام في الوزن الشخصي بعد تساويه مع الرباع السنغافوري ليحتل عزيز المركز الثالث، بسبب زيادة بسيطة في وزنه عن وزن منافسه، وهو ما جعل المنافس في المرتبة الثانية، بحسب اللوائح الأولمبية المرعية في الوزن. يُذكر أن أرقامه التاهيلية قبل أنطلاق الدورة كانت تؤهله لاحتلال المركز الأول أو الثاني، إلا أن وعكة صحية المت به كانت السبب في عدم نيله أكثر من البرونزية !

## روابط خارجية
- عبد الواحد عزيز على موقع اللجنة الأولمبية الدولية (الإنجليزية)
- عبد الواحد عزيز على موقع أوليمبيديا (الإنجليزية)